# Nationaal Milieubeleidsplan
Het Nationaal Milieubeleidsplan (NMP) werd uitgegeven door het Nederlandse Ministerie van VROM. De eerste publicatie, NMP1, is uitgegeven in 1989 en gaf een overzicht van de stand van zaken van het gehele milieubeleid. In mei 2014 werd in een speciaal daarvoor georganiseerde bijeenkomst het 25-jarig jubileum gevierd van het het NMP1. Ruud Lubbers en Ed Nijpels waren hierbij aanwezig.

## Overzicht van NMP-publicaties
| Volledige titel               | Afkorting | Jaar van publicatie |
| ----------------------------- | --------- | ------------------- |
| Nationaal Milieubeleidsplan 1 | (NMP1)    | 1989                |
| Nationaal Milieubeleidsplan + | (NMP+)    | 1990                |
| Nationaal Milieubeleidsplan 2 | (NMP2)    | 1993                |
| Nationaal Milieubeleidsplan 3 | (NMP3)    | 1998                |
| Nationaal Milieubeleidsplan 4 | (NMP4)    | 2001                |